# Liste der Bischöfe von Faenza
Die folgenden Personen waren Bischöfe von Faenza (Italien):
| Bischöfe von Faenza       | Bischöfe von Faenza |
| Name                      | Jahre               |
| ------------------------- | ------------------- |
| Savino                    | ca. 260             |
| Costantino oder Constanzo | ca. 315             |
| Constanzo (II.)           | ca. 379             |
| Egidio                    | ca. 454             |
| Guisto                    | ca. 465             |
| Leonzio                   | ca. 649             |
| Vitale I.                 | ca. 679             |
| Giovanni I.               | ca. 769             |
| Diodato                   | ca. 783             |

- Leone I. (erwähnt 826)
- Romano I. (858–861)
- Romano II. (erwähnt 898)
- Paolo (erwähnt 920)
- Gerardo (967–976)
- Ildebrando (998–1016)
- Eutichio (1032–1056)
- Pietro I. (1056 – ?)
- Ugo (erwähnt 1063)
- Leone II. (1076–1084)
- Robert (ca. 1086–1104)
- Cono (1104 – ?)
- Pietro II. (? – 1118)
- Giacomo (1118–1130)
- Ramberto (1141–1168)
- Giovanni II. (1177–1190)
- Bernardo Balbi (1192–1198) (danach Bischof von Pavia)
- Teodorico Frasconi (ca. 1202 – ?)
- Ubaldo (1205–1208) (danach Erzbischof von Ravenna)
- Orlando (1210–1221)
- Alberto da Modena (1221–1238)
- Giacomo II. (1241–1248)
- Giuliano (1248 – ?)
- Gualtiero Poggi, O.S.A. (1251–1257)
- Giacomo Petrella (1257–1273)
- Teodorico (1274–1276)
- Arpinello Riccadonna (1278–1280)
- Viviano (1282–1287)
- Lottieri Della Tosa (1287–1302)
- Matteo Eschini (1302–1311)
- Ugolino (1311–1336)
- Giovanni da Brusata (1336–1342)
- Stefano Benni oder Beneri (1343–1378)
- Francesco Uguccione Brandi (1378–1384)
- Angelo Ricasoli (1385–1391)
- Orso da Gubbio (1391–1402)
- Niccolò Ubertini (1402–1406)
- Pietro da Pago (1406–1411)
- Silvestro Della Casa (1412)
- Antonio da Solarolo (1416)
- Silvestro Della Casa (1418–1428)
- Giovanni da Faenza (1428–1438)
- Francesco Zanelli (1438–1454)
- Giovanni da Siena (1455–1457)
- Alessandro Stampetti (1458–1463)
- Federico Manfredi (1463)
- Bartolomeo Gandolfi (1463–1471)
- Federico Manfredi (1471–1478)
- Rodolfo Missiroli (1478)
- Battista de’ Canonici (1478–1510)
- Giacomo IV. Pasi (1510–1528)
- Pier Andrea Gambari (1528)
- Rodolfo Kardinal Pio (1528–1544)
- Teodoro Pio (1548–1561)
- Giovanni Battista I. Sighicelli (1562–1575)
- Annibale Grassi (1585–1602)
- Gian Antonio Grassi (1585–1602)
- Giovanni Francesco Kardinal Sangiorgi (1603–1605)
- Erminio Kardinal Valenti (1605–1618)
- Ilario Morani (1618)
- Giulio Monterenzi (1618–1623)
- Marco Antonio Kardinal Gozzadini (7. Juni bis 1. September 1623)
- Francesco Kardinal Cennini de’ Salamandri (1623–1643)
- Carlo Kardinal Rossetti, (1643–1681)
- Antonio Kardinal Pignatelli (1682–1686)
- Giovanni Francesco Kardinal Negroni, (1687–1697)
- Marcello Durazzo (1697–1710)
- Giulio Kardinal Piazza (1710–1726)
- Tommaso Cervioni (1726–1729)
- Niccolò Maria Lomellino (1729–1742)
- Antonio Cantoni (1742–1767)
- Vitale Giuseppe de’ Buoi (1767–1787)
- Domenico Mancinforte (1787–1805)
- Stefano Bonsignore (1807–1826, nominiert durch Napoleon I.)
- Giovanni Niccolò Tanari (1827–1832)
- Giovanni Benedetto Folicaldi (1832–1867)
- Angelo Pianori (1871–1884)
- Gioacchino Cantagalli (1884–1912)
- Vincenzo Bacchi (1912–1924)
- Ruggero Bovelli (1924–1929) (auch Erzbischof von Ferrara)
- Antonio Scarante (1931–1944)
- Giuseppe Battaglia (1944–1976)
- Marino Bergonzini (1976–1982)
- Francesco Tarcisio Bertozzi (1982–1996)
- Italo Benvenuto Castellani (1997–2003)
- Claudio Stagni (2004–2015)
- Mario Toso SDB (seit 2015)